# Tad's Steaks
Tad's Steaks es un restaurante de bajo coste, y anteriormente una cadena de restaurantes. La primera ubicación, inaugurada en 1955, estaba en 120 Powell Street en San Francisco. La cadena finalmente creció hasta un máximo de 28 restaurantes, ocho de los cuales estaban en Nueva York. En 2019, la última ubicación en Nueva York cerró, dejando solo la ubicación original en San Francisco, que desde entonces se mudó a 44 Ellis Street, a la vuelta de la esquina de la ubicación original. La cadena fue fundada por Donald Townsend y su hermano Neal, quienes le pusieron el nombre de Alan Tadeus Kay, su amigo y socio comercial.
Los restaurantes se instalaron con una gran zona de cocina en la parte delantera, visible a través de la ventana frontal; Townsend llamó a esto el steak show («espectáculo de carnes»). La carne, marinada en jugo de papaya para ablandar los cortes inferiores utilizados, se cocinaba sobre una especie de teja inventada por Townsend; fue diseñado para parecerse al carbón vegetal, pero era más limpio y más fácil de regular.
Eliminar a los camareros haciendo que los clientes llevaran su comida a la mesa en bandejas ahorró costos, al igual que confiar en el boca a boca para la publicidad del lugar en lugar de anuncios publicitarios. En 1957, una comida consistente en un T-bone steak con pan de ajo, una papa al horno y una ensalada costaba 1,09 dólares. En 1989, una entrada costaba entre 2,99 y 6,99 dólares.

## Fundadores
Tad's fue fundada en 1955 (algunas fuentes dicen que 1957) por Donald Townsend, a quien Fortune llamó «el abuelo del negocio de la comida rápida». Townsend nació el 20 de junio de 1908 en el rancho de sus padres cerca de Medora, Dakota del Norte. Su padre, nacido Albert Sampson, tomó el apellido Townsend más adelante en su vida. Su madre, Lydia, era hija del ranchero y político de Dakota del Norte, Donald Stevenson. No está claro cuántos hijos tuvieron Albert y Lydia: The New York Times informó que Townsend era el mayor de cinco hijos, pero The Bismark Tribune declaró que era el mayor de cuatro hijos varones y siete hijos en total.
En 1923, la familia de Townsend se mudó a Pullman, Washington, donde inicialmente trabajó como maderero. Se mudó a la industria alimentaria después de sufrir una lesión, abrió un puesto de hot dogs en Pullman y varios diners en Seattle, y luego aceptó un trabajo en la compañía Borden en California. Él y su hermano Neal, siete años menor que él, regentaban varias cafeterías, bares de productos lácteos y restaurantes de comida rápida; este último, según se informa, era el primero de su tipo en el país. Finalmente fundaron la cadena Cameos.
En 1954, Neil y su amigo Alan Tadeus Kay obtuvieron un préstamo para abrir el primer Tad's en Powell Street en San Francisco, utilizando el segundo nombre de Kay como inspiración para el restaurante. Se dice que Donald hizo que el restaurante fuera un éxito, aportando su experiencia empresarial. En 1957, los Townsend sintieron que el restaurante estaba listo para expandirse hasta convertirse en una cadena y abrieron su segunda ubicación, en la calle 42 de Nueva York, cerca de Times Square. Esto resultó ser un éxito y procedieron a abrir otras ubicaciones; en unos pocos años, había 28 ubicaciones, ocho de ellas en Nueva York.
Alan Kay murió poco después de la apertura de la ubicación de Powell Street. Neal Townsend murió en 1998. Donald murió el 25 de marzo de 2000, a la edad de 91 años.

## Venta a la Riese Organization

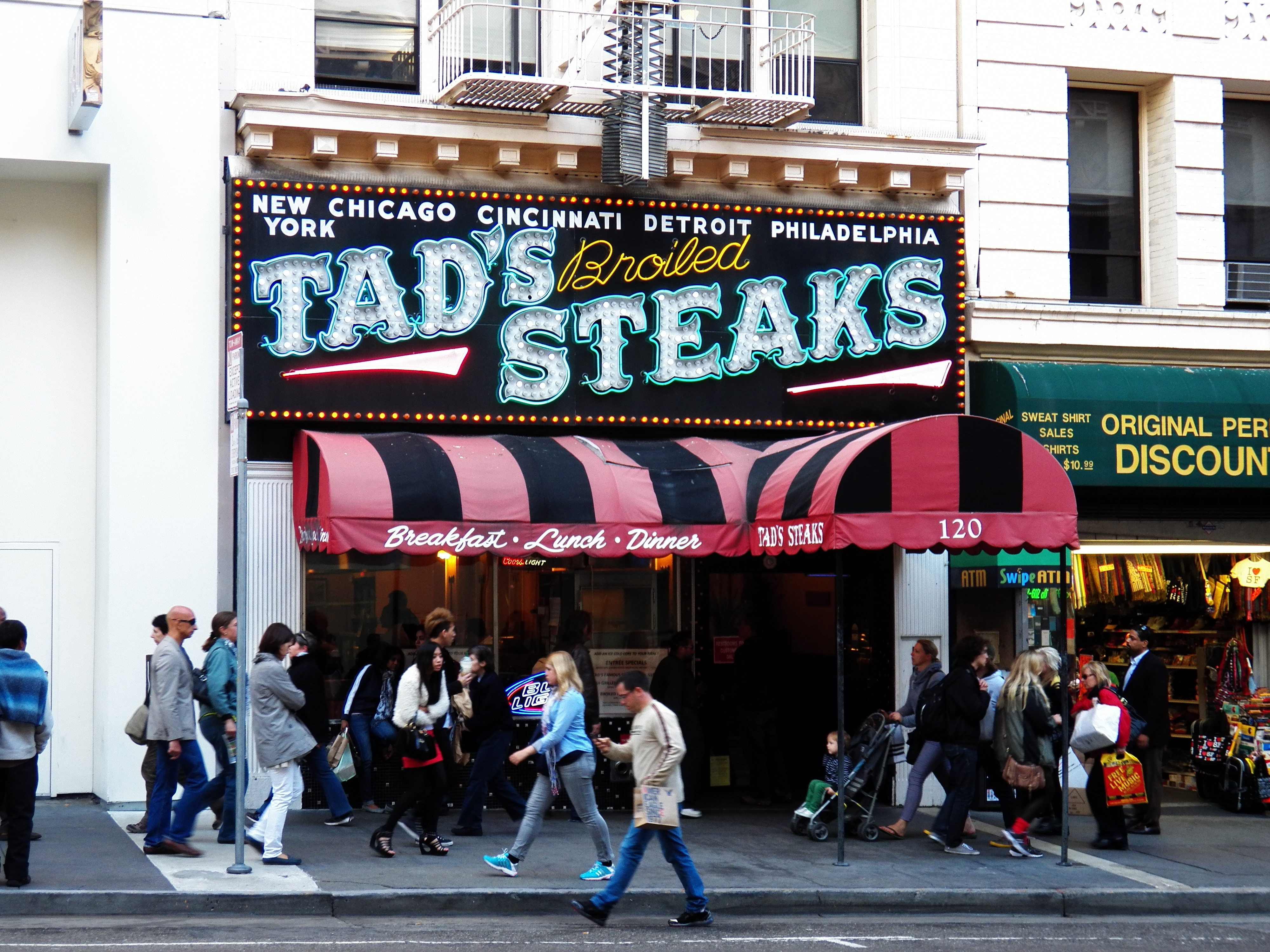
Tad's Steaks, 120 Powell Street, San Francisco.

La cadena fue comprada por la Riese Organization en 1988. En 1986, los Townsend decidieron vender la empresa y comenzaron a negociar con varios compradores potenciales. En ese momento, los Townsend tenían una participación mayoritaria en la empresa y poseían el 72,6% de las acciones ordinarias. Pidían 12 millones de dólares, a lo que Riese respondió con una oferta de 11 millones de dólares, más un millón de dólares adicional que se pagaría a cada hermano durante cinco años por servicios de consultoría en virtud de un acuerdo de no competencia. La caída del mercado de valores de 1987 llevó a que el acuerdo se renegociara a 9,75 millones de dólares antes de que pudiera cerrarse, quedando intacto el acuerdo de consultoría de 2 millones de dólares. Después de vender el negocio, Townsend se mudó a Reno, Nevada, donde estaba su familia.
Se presentó una demanda de accionistas minoritarios, alegando que los Townsend negociaron injustamente el acuerdo para su beneficio exclusivo. La demanda fue confirmada con sentencia a favor de los demandantes por aproximadamente $0,75 millones más intereses y costas.
En 2004, la ubicación de la calle 42 se cerró, dejando tres restaurantes en Manhattan, y Riese planeaba abrir una nueva ubicación en Fulton Mall, Brooklyn. La última ubicación en Nueva York fue en el 761 de la Séptima Avenida, cerca de Times Square.
La ubicación de San Francisco fue comprada en 2000 por los hermanos Phineas y Stephen Ng. Su madre, Nancy Ng, había sido propietaria de tres restaurantes en San Francisco. Los Ng perdieron el contrato de arrendamiento de la ubicación original de Powell Street y se mudaron a la vuelta de la esquina hacia Ellis Street. La ubicación de Ellis Street era una construcción nueva, pero conservaron el antiguo letrero de Powell Street y lo reutilizaron en Ellis Street cuando se inauguró en marzo de 2020.

## Comentario

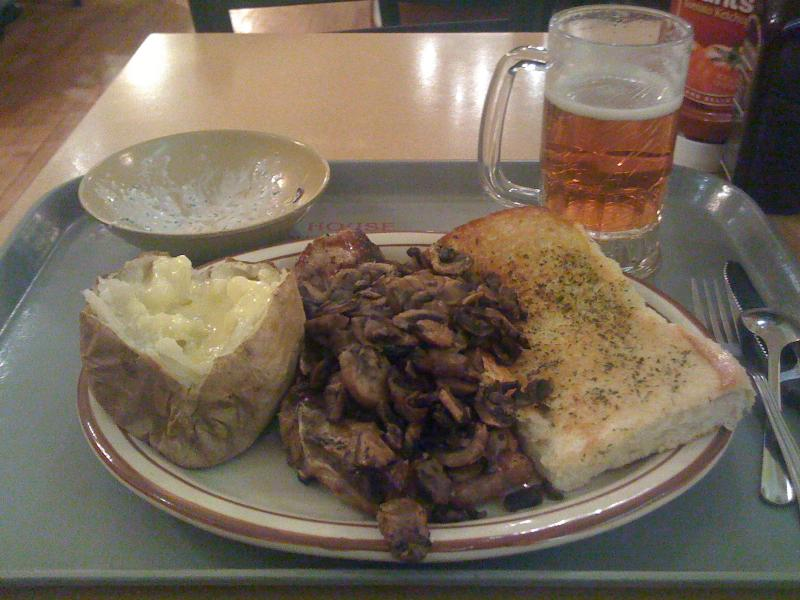
Una comida típica en Tad's.

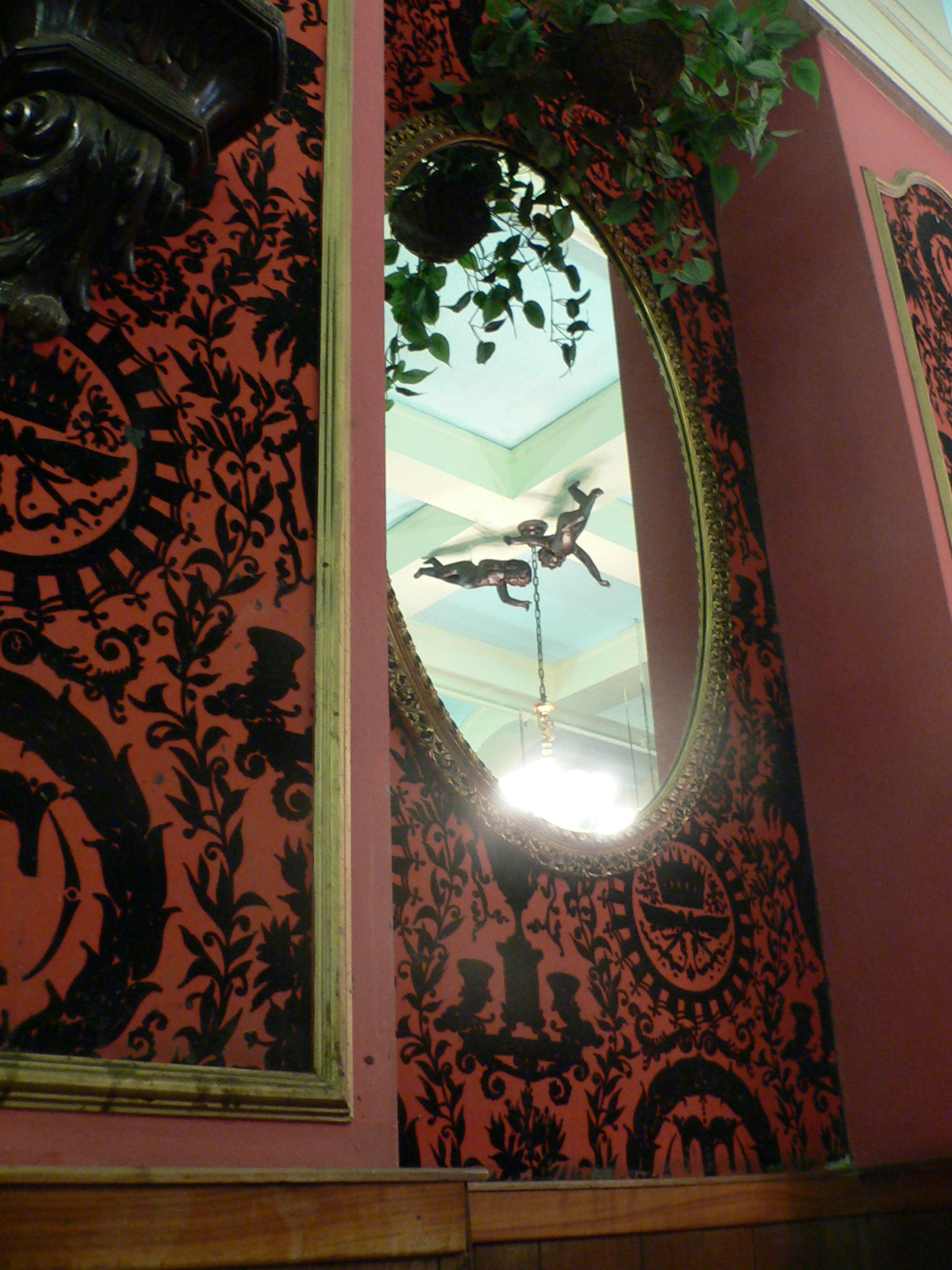
Interior que muestra papel tapiz rojo.

Warren Shoulberg de Forbes describió a Tad's como «un paso adelante en el mundo de la comida rápida» y «entre los primeros actores de lo que ahora se llama comida rápida informal». Pero, escribió Shoulberg, no lograron mantenerse al día con los nuevos tiempos y perdieron su lugar frente a competidores como Outback, Red Lobster, Chili's y Panera, así como servicios como GrubHub, Uber Eats y Postmates, que realizan entregas de comidas de restaurantes a domicilio. Describió que la cadena se había vuelto «cada vez más irrelevante» y «un anacronismo con sus paredes de terciopelo rojo, lámparas Tiffany falsas y su comportamiento llamativo en general».
En 1989, la revista Spy publicó una reseña satírica de seis locales de Tad's en Nueva York (105 East 14th Street, 265 West 34th Street, 119 West 42nd Street, 228 West 42nd Street, 707 Seventh Avenue y 152 West 34th Street) que caracterizaban la cadena como «comida sabrosa, precios bajos, servicio con gruñido». Robert Brenner de Untapped New York describió la decoración interior como «estilo burdel: papel tapiz rojo flocado, lámparas Tiffany falsas» y señaló que el «servicio fue indiferente», con comida servida al estilo de una cantina. Steve Rushin, en sus memorias Nights in White Castle, compara el ambiente de Tad's, junto con la cadena de bares Blarney Stone y la Terminal de Autobuses de la Autoridad Portuaria, con las hamburgueserías de White Castle. Kathleen Doherty, en su guía Walking San Francisco, escribió que la ubicación de Powell Street, «con su llamativo letrero que parece un vestigio de la era del vodevil, todavía ofrece cortes de cuero para zapatos, asados a la brasa y servidos en el mostrador».
Colin Dodds, del Gothamist, recordó en 2015, cuando solo quedaba un Tad's en Nueva York, lo poco que había cambiado el restaurante desde la década de 1990, a pesar de que la ciudad lo había hecho. Había champiñones o cebollas en el bistec, aunque no se le informaría del costo adicional al cliente cuando los ordenara. Y aunque la ensalada estaba incluida en el costo de la comida, los tomates en la ensalada tenían un cargo adicional. Dodds caracterizó estos recargos ocultos como la «estafa corta», en contraste con la «estafa larga» perpetuada por restaurantes más pretenciosos: que su experiencia gastronómica de lujo con «cualquier cosa 'artesanal'» podría «impartir sofisticación, infundir moralidad y prevenir la muerte». Había vino disponible, servido previamente en vasos cubiertos con film plástico transparente y disponible para autoservicio a medida que avanzaba por la fila estilo cafetería hasta el cajero. También había disponibles vasos de gelatina Jell-O verde, expuestos en bandejas de hielo. Escribió con cariño sobre poder comer en soledad, sin ser molestado por los camareros.
En una retrospectiva en un pódcast de 2023, tres años después del cierre del último Tad's en Nueva York, Peter Romeo dijo que «el concepto parece haberse desvanecido de la memoria tanto de los neoyorquinos como de los restauranteros ... Tad's fue, en muchos aspectos, un pionero no apreciado». Romeo comparó el modelo de negocio de Tad's con el de Chipotle o Wendy's posteriores; al minimizar los costos laborales, tener un menú limitado, comprar cortes de carne de menor costo y anticiparse a la demanda de los clientes, pudieron ofrecer una comida a precios bajísimos y aun así obtener ganancias. Según Romeo, la cadena tenía «un ambiente de la ciudad de Nueva York» y desarrolló un «seguimiento de culto».